# Општина Пуцонци
Општина Пуцонци (словен. Puconci) је једна од општина Помурске регије у држави Словенији. Седиште општине је истоимено насеље Пуцонци.

## Природне одлике
Рељеф: Општина Пуцонци налази се у североисточном делу Словеније. Општина се простире у средишњем делу области Прекомурје, на месту где равничарска и пољопривредна зона области прелази у побрђе Горичко на северу.
Клима: У општини влада умерено континентална клима.
Воде: У општини постоји само мањи водотоци локалног значаја, сви у сливу реке Муре.

## Становништво
Општина Пуцонци је средње густо насељена.

## Насеља општине
| - Безновци - Бодонци - Бокрачи - Брезовци - Вадарци - Ванеча - Горица - Данковци | - Долина - Зенковци - Куштановци - Лемерје - Мачковци - Мошчанци - Отовци - Печаровци | - Познановци - Предановци - Просечка Вас - Пуцонци - Пужевци - Струковци - Шаламенци |  |

## Додатно погледати
- Пуцонци